# Leonardo Dati
Pour les articles homonymes, voir Dati.
Ne doit pas être confondu avec Leonardo Dati (1408-1472).
Leonardo Dati (1360 – 16 mars 1425) est un frère dominicain italien et un humaniste, maître de l'ordre dominicain de 1414 à sa mort.
Il est l'un des six délégués italiens au conclave de 1417. Il ouvre le Concile de Pavie (en) au nom du pape Martin V en 1423. Ce dernier le nomme cardinal in pectore lors du consistoire secret du 16 mars 1625, jour de sa mort. Les envoyés du pape qui lui apportent la nouvelle placent les insignes cardinalices sur son cercueil.
On attribue à Leonardo et à son frère Gregorio La sfera (La Sphère), poème sur l'astronomie et la géographie de la fin du Quattrocento, très populaire en son temps.